# Fernando Leal Audirac
Fernando Leal Audirac nace el 16 de noviembre de 1958 en la Ciudad de México, México. Pintor, dibujante, grabador, fresquista, escultor y designer, Leal Audirac es un especialista de las técnicas pictóricas antiguas, como el fresco, la encáustica, el óleo y la témpera de huevo, que él reinterpreta en clave contemporánea.
Ha participado dos veces en la Bienal de Venecia, la primera vez en ocasión del Centenario en 1995. Leal Audirac ha expuesto en galerías y museos de prestigio en Europa, EE. UU., América Latina y el Extremo Oriente. Sus obras se encuentran en colecciones privadas e institucionales internacionales. Autor de numerosas publicaciones a propósito de arte y literatura, participa frecuentemente como conferencista en simposios internacionales concernientes las nuevas convergencias entre arte, ciencia y ambiente.

## Vida
Fernando Leal Audirac nació en la Ciudad de México en una familia de artistas. Su padre Fernando Leal (1896-1964) fue pintor y cofundador del movimiento muralista mexicano de la década de 1920. Su madre, Francine Audirac (1928-1974), fue pintora y escultora.
Fernando Leal Audirac estudió de 1974 a 1978 bajo la dirección de Guillermo Sánchez Lemus técnicas de pintura de la Edad Media y del Renacimiento. Junto al Profesor Manuel Serrano fundó en 1978 en Ciudad de México “Restauro”, un taller de restauración especializado en las técnicas clásicas de pintura como el fresco, la encáustica, el temple de huevo y la pintura al óleo. 45
De 1980 a 1985 estudió técnicas de grabado y litografía con el Maestro José Sánchez en el "Taller de Gráfica Popular". De 1989 a 1993 trabajó como asesor de la Consejo Nacional para la Cultura y las Artes de México (Comisión Consultiva del FONCA), que él cofundó.
En los años 80 fundó un salón intelectual (el grupo de los “Viernes”) en el que participaron personalidades del panorama cultural internacional como Juan Acha, Arturo González Cosío, Ernesto de la Peña, Laura Emilia Pacheco, Jorge Pablo de Aguinaco, Carmen Nozal, Michael Tracy, José Luis Cuevas, Miguel Peraza, Mahia Biblos, Jens Jesen, Pierre Restany, Shifra Goldman, Arnold Belkin, Francis Alÿs y Jan William. 
En 1993 fue el primer artista de su generación en exponer en el Palacio de Bellas Artes de la Ciudad de México. En 1995 representó a México en el Centenario de la Bienal de Venecia donde expuso también en 2001. En 1996 fue nombrado guest professor en la École nationale supérieure d'art de Nancy. Ha expuesto sus obras en galerías y museos en Europa, EE. UU., América Latina y el Extremo Oriente. Ha escrito varios ensayos sobre arte y literatura y ha participado en congresos y simposios internacionales sobre arte, ciencia y ambiente organizados por el European Environmental Tribunal.
Desde 1993 vive entre Milán y Ciudad de México.

## Obra

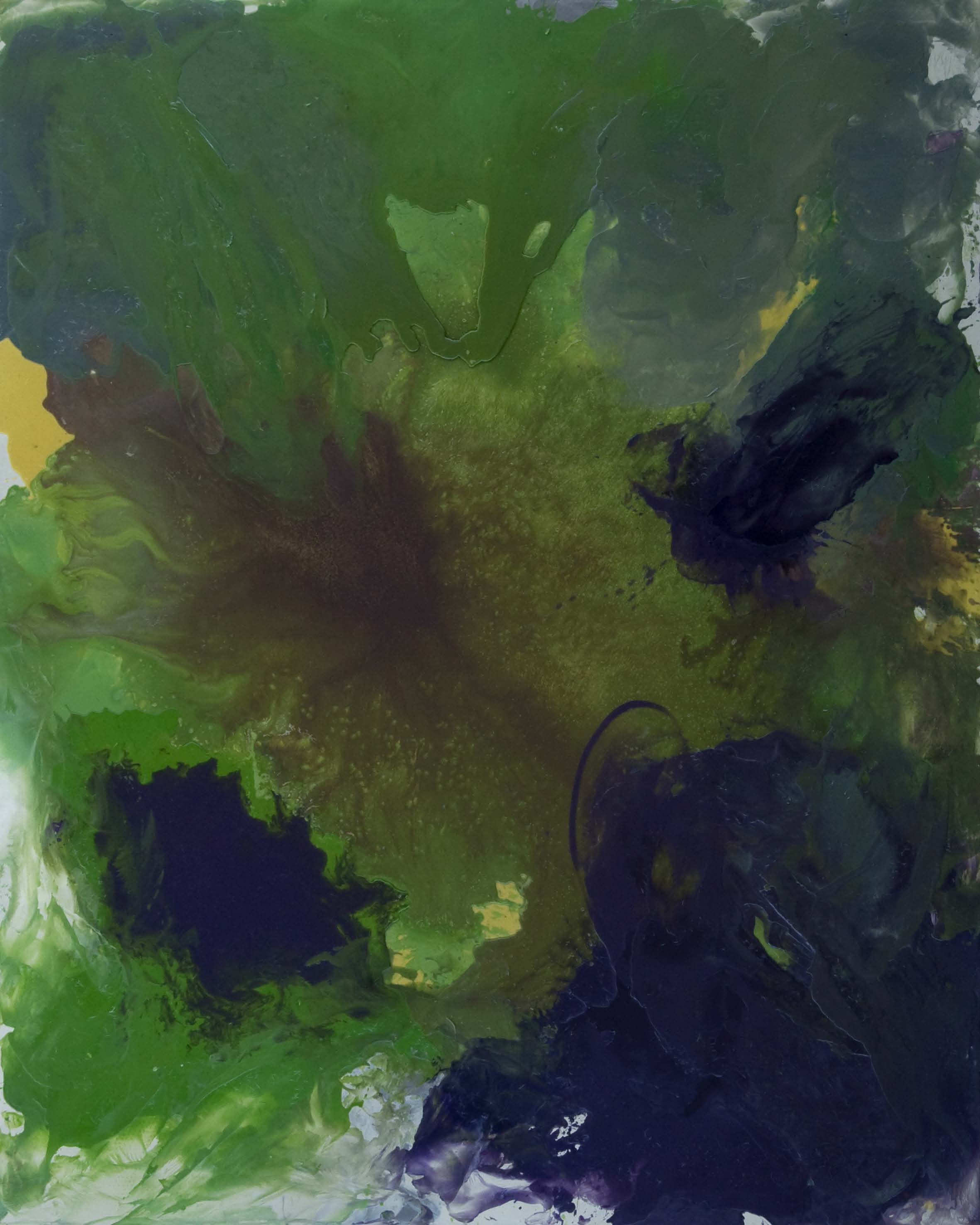
Fernando Leal Audirac, The Gardens of Erbaluce, 2009 (encaustic)

### Frescos transportables
Leal Audirac ha desarrollado un tipo particular de frescos transportables sobre superficies sintéticas de doble curvatura que constituyen un fragmento de un espacio arquitectónico imaginario. En 2004 executó en vivo "Retrato del Papa Juan Pablo II", que es considerado como uno de los retratos papales más grandes del mundo.

### Óleos

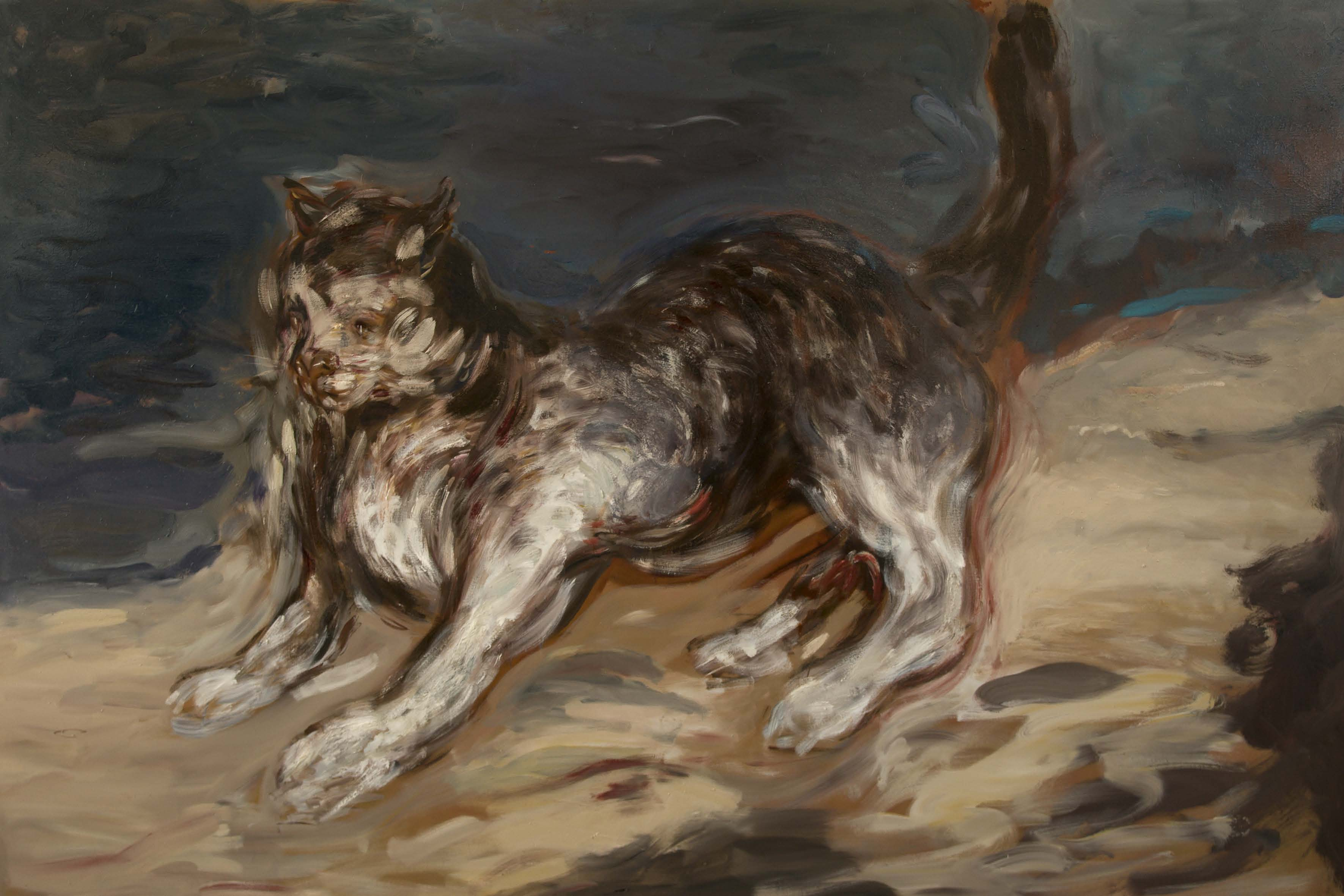
Fernando Leal Audirac, The Invisible Cat, 2009-2010 (oil on linen)

Dos cuadros al óleo centrales en la producción del artista son Imagen del Absoluto (1977-1991), que se exhibió en 1992 en el Frankfurter Kunstverein y La sombra y la noche con la que participó en el centenario de la Bienal de Venecia en 1995. Juan Acha, Jorge Juanes, Peter Weiermair y Pierre Restany han escrito extensamente sobre estas obras.

### Encáusticas
Esta antigua técnica greco-romana, revitalizada en el siglo XX por artistas como Fernando Leal y Jasper Johns, ha sido fundamental para la investigación de Leal Audirac. En noviembre de 2010 ha expuesto una nueva serie de encáusticas de gran formato en Art Seefeld Galerie de Zúrich. The Value of a Brushstroke y The Gardens of Erbaluce pertenecen a esta colección.

### Temples de huevo
Centrándose en una síntesis entre las tradiciones occidentales y orientales, Leal Audirac ejecutó en 1994 la obra gráfico-pictórica titulada Litoral de lo finito, una pintura de gran formato (2x20 m) en la que reconstruyó la antigua técnica del temple de huevo analizando el problema gráfico oriental de la linealidad desde una perspectiva pictórica occidental.

### Multimedia
En 2008 elaboró el proyecto multimedia El gato invisible, que se inspira en un cuadro imaginario de Francisco de Goya. El proyecto combina pintura, escultura, animación 3D e instalaciones. 

### Diseño

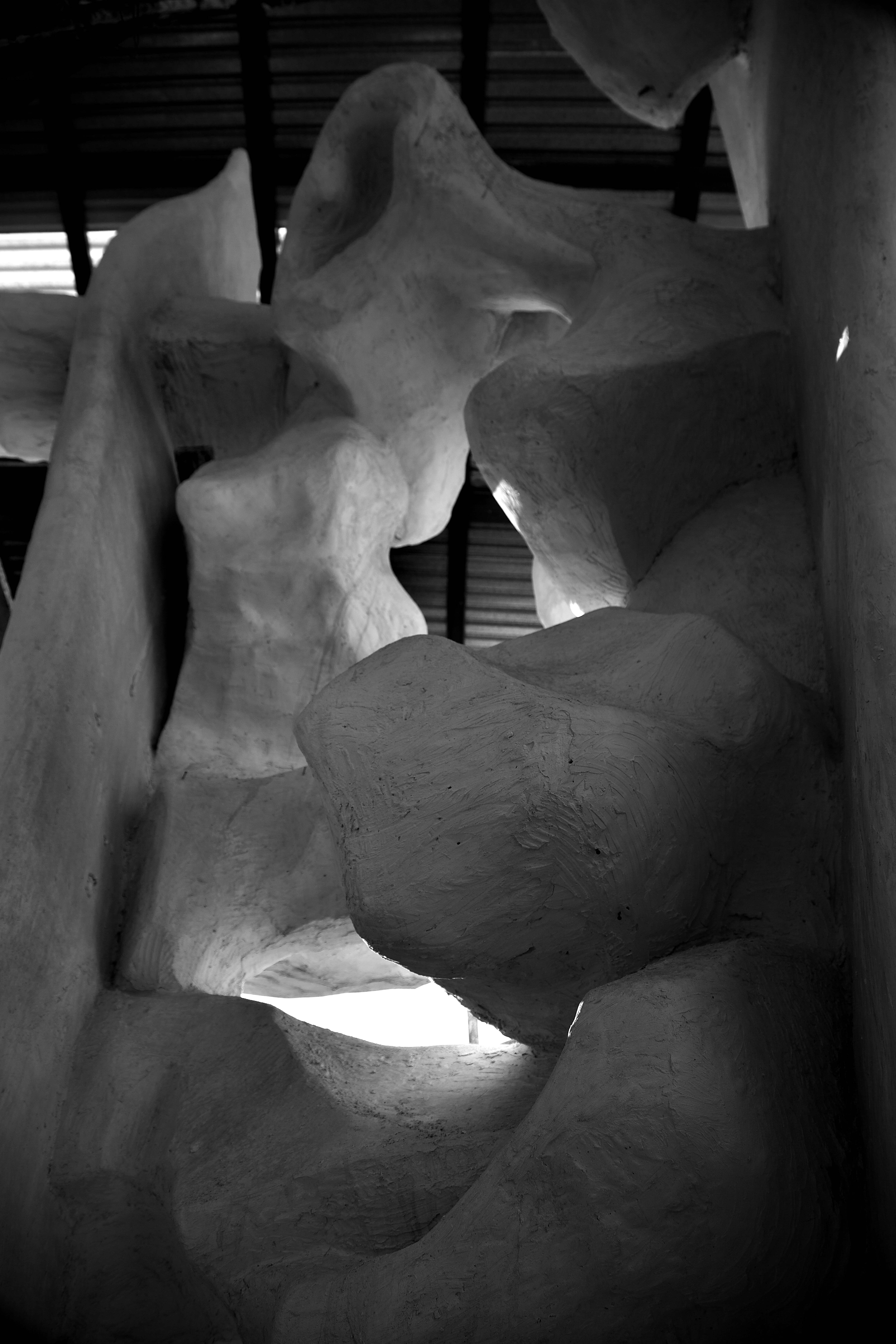
Ehécatl. 2014

Como diseñador ha trabajado en el campo del superlujo de automóviles y yates. En 2009 colaboró con Tramontana AD, un brand deportivo español de superlujo, executando una intervención pictórica con una pintura metalizada especial que enriqueció con polvo de oro y gemas preciosas, convirtiendo el modelo de automóvil en uno de los más caros en el mundo. En colaboración con marcas de reconocido prestigio en el sector del design ha creado una serie de esculturas matemáticas como The Golden Sea y Touch me a partir de las técnicas de modelación tridimensionales, cuyas superficies interactúan con el espectador asumiendo diferentes colores esfumados dependiendo de la luz que circunda al observador en su movimiento alrededor del objeto.

## Exposiciones

### Exposiciones individuales (selección)
- 1986 Universidad Iberoamericana, Ciudad de México
- 1991 Galería de Arte Mexicano, Ciudad de México
- 1992 Galería Hakim Arte Actual, Ciudad de México
- 1993 Palacio de Bellas Artes, Ciudad de México
- 1994 Museo José Luis Cuevas, Ciudad de México
- 1995 Centro Culturale de México, París
- 1996 Galleria Manzoni, Milán
- 1997 Gallery M – 13, Nueva York
- 1998 Museo Nacional de Arte de Rumanía, Bucarest
- 1999 Centro per l'Arte Contemporánea della Rocca di Umbertide, Umbertide
- 2000 Howard Scott Gallery, Nueva York
- 2001 Civica Galleria d'arte moderna, Spoleto
- 2002 Museo José Luis Cuevas, Ciudad de México
- 2003 Max-Planck-Institut für Infektionsbiologie, Berlín
- 2004 Howard Scott Gallery, Nueva York
- 2008 Spazio Dante 14, Milán
- 2009 Galerie Art Seefeld, Zúrich
- 2010 Galerie Art Seefeld, Zúrich
- 2014 Galería Drexel, Monterrey
- 2017 Fundación Romo, Ciudad de México

### Exposiciones colectívas (selección)
- 1992: Frankfurter Kunstverein, Fráncfort del Meno
- 1993: Círculo de Bellas Artes, Madrid
- 1994: Galería Hakim, Bruselas
- 1994: Exposición Internacional de Arte, Seúl
- 1994: Galerie 1900-2000, París
- 1995: Feria Art Multiple, Düsseldorf
- 1995: MIart, Milán
- 1995: Museo Forum Artis, Montese
- 1995: Bienal de Venecia, Venecia
- 1996: Fiera d'Arte di Bologna, Bolonia
- 1996: Galería Diagonal, Bolonia
- 1996: Galleria Giorgio Upiglio, Milán
- 1996: M-13 Gallery, Nueva York
- 1996: Galería Afinsa Almirante, Art Basel, Miami
- 1996: Museo de Arte Paolo Pini, Milán
- 1997: ARCO Madrid, Galería de Arte Mexicano, Madrid
- 1998: Palacio Ducal de Génova, Génova
- 1999: Spazio Montenero, Milán
- 1999: Palazzo dei Sette, Orvieto
- 2000: Museo José Luis Cuevas, Ciudad de México
- 2000: Galleria Arte 92, Milán
- 2001: Castillo de Heidelberg, Heidelberg
- 2001: Bienal de Venecia, Venecia
- 2001: Galleria Le bureau des esprits, Turín
- 2002: Galería Drexel, Monterrey
- 2006: Fábrica Fagus Gropius, Alfeld (Leine)
- 2007: Vittoriale degli Italiani, Gardone Riviera
- 2007: Castillo de los Este, Ferrara
- 2008: Castillo de Sant'Angelo, Roma
- 2013 Lo Studio Galerie, Buedingen
- 2014: Dallas Art Fair, Drexel Gallery, Dallas
- 2019: Emmegi Group Collection, Castello di Morsasco, Italy

## Literatura

### Monografías
- Juan Acha: El antirretrato del Dr. Villanueva: ocho óleos de Fernando Leal Audirac.The Anti-Portrait of Dr. Villanueva. Eight oil paintings by Fernando Leal Audirac. Ensayo de Juan Acha. Galería de Arte Mexicano, México 1991.
- Fernando Leal Audirac: Obra de 1975 a 1993. Textos de: Richard Brettell, Juan Acha, Jorge Juanes, Ernesto de la Peña, Alberto Híjar, Arturo González Cosío. Espejo de Obsidiana, México 1993. ISBN 968-6258-32-913
- Fernando Leal Audirac: La stagione che rimane. Opere 1993–2003. A cura di Martina Corgnati. Textos de Martina Corgnati, Lorella Giudici, Marc Dachy, Gianluca Marziani y Jorge Juanes. Silvana Editoriale, Milan 2003. https://www.silvanaeditoriale.it/libro/9788882156428
- Fernando Leal Audirac: La monumentalidad de lo íntimo. Prefacio de Gabriel Bernal Granados, UNAM-El Equilibrista, México 2007. ISBN 978-968501186014

### Catálogos
- Juan Acha: El museo del hombre. Fernando Leal Audirac. Galería de Arte Mexicano, México 1992. El Museo del hombre (Libro, 1992)
- Fernando Leal Audirac y Arturo González Cosío: El códice de la guerra invisible. Variaciones sobre la pintura de Fernando Leal Audirac. = The codex of the invisible war. Poems inspired by Fernando Leal Audirac's paintings. Papeles privados, México 1993. ISBN 968665741X
- Fernando Leal Audirac: Sotto un cielo di piombo. Under a Leaden Sky. Textos de Pierre Restany, Richard Brettell, Juan Acha, Jorge Juanes, Alberto Híjar, Álvaro Medina, Ernesto de la Peña, Giuliano Serafini. Casa del Mantegna, Mantova 1994.
- Fernando Leal Audirac, Raimundo Sesma: Fernando Leal Audirac. Sesma. Casa del Mantegna, Mantova 1994.
- La Biennale di Venezia. Esposizione internazionale d' arte. [BV]. Teil 46 [11]. Texto de Pierre Restany. Istituto Italo-Latino Americano. Roma 1995 (Biennale Venezia 11 de junio – 15 de octubre de 1995)
- Bruno Soleri, Fernando Leal Audirac: Fernando Leal Audirac. Galleria Manzoni, Milano 1996
- Martina Corgnati: Fernando Leal Audirac. Der Diskurs der Dinge. Signum, Heidelberg 1996 and Torhaus Galerie, Bundesverband Bildender Künstler E.V. Braunschweig 1999.
- Juan Acha: Recent Works by Fernando Leal Audirac. Galleria Manzoni, Milan 1996.
- Enrico Mascelloni: Fernando Leal Audirac. Recent Paintings. M-13 Gallery, New York 1997.
- Fernando Savater: Fernando Leal Audirac. Mexican Institute, Madrid 1997.
- Enrico Mascelloni: Fernando Leal Audirac. Museo Nacional de Arte de Rumanía, Bucarest 1998.
- Enrico Mascelloni: Leal o la modernità del sublime. Galleria Arte 92, Milan 1999.
- Enrico Mascelloni: Fernando Leal Audirac. Centro per l’Arte Contemporanea della Rocca di Umbertide, Umbertide 1999.
- Gerard Haggerty: Fernando Leal Audirac. Paintings 1997–2000. HS-Howard Scott Gallery, New York 2000.
- Martina Corgnati: Labyrinthos. Civica Galleria d'arte moderna, Spoleto 2001.
- José Luis Cuevas, Jorge Juanes, Lorella Giudici y Cristina Riestra: The Hall of Mirrors. Museo José Luis Cuevas, México City 2002.
- Ron Allenberger: Thy Fearful Symmetry, Galerie Art Seefeld, Zürich 2010.

### Libros ilustrados por Fernando Leal Audirac
- Arturo González Cosío: Micromitografías, Del Valle Ed., México 1986.
- Ernesto de la Peña: Las estratagemas de Dios, Editorial Domés, México 1988.ISBN 968-450067-X
- Arturo González Cosío: Ernesto de la Peña: Animales del mundo en proverbios. Selección y trad. Arturo González Cosío. Pról. Ernesto de la Peña. Del Valle Ed., México 1992. ISBN 968-665736-3.
- Guillermo Samperio: Anteojos para la abstracción. Cal y arena, México 1994. ISBN 968-493-261-8
- Fernando Savater: Criaturas del aire. ABC, Madrid 1994. ISBN 978-8430605309
- Vicente Quirarte: Tras la huella del niño centenario. Instituto Mexiquense de Cultura, Toluca (México) 1994. ISBN 968-484-181-7
- Enrique Fernández Ledesma: Nuevagalería de fantasmas. Ida y regreso al siglo XIX. Univ. Nac. Autónoma de México, Coord.de Humanidades, Dir.Gen.de Publ., México, D.F. 1. Aufl. 1995. ISBN 968-363773-6.
- Auro Bernardi: Buñuel. Le Mani, Milano 1999. ISBN 9788880121114
- Arturo González Cosío: Trece poemas y cuatro haikus de amor. Univ. Nac. Autónoma de México, México 2004.
- Sergio Fernández: El Mediterráneo de Cervantes. Su juventud. Italia y Argel. Univ. Nac. Autónoma de México, México, 2009. ISBN 9786074551969